# Gesinnungsstrafrecht
Gesinnungsstrafrecht bezeichnet eine Strafgesetzgebung, die das strafbare Unrecht und die Schwere der Strafe weniger am äußeren Tathergang und der Verletzung eines bestimmten Rechtsguts als an der Motivation des Täters festmacht. Ein Gesinnungs- oder Gedankenstrafrecht, bei dem sich die auf eine Deliktsbegehung abzielende innere Vorstellung des Täters nicht in einer äußeren Handlung manifestiert, ist mit den Grundsätzen des Tatstrafrechts unvereinbar.

## Entwicklung des Tatstrafrechts
Im germanischen Strafrecht wurde das Verbrechen als „Bruch des Friedens“ oder „Rechtsbruch“ begriffen. Voraussetzung der Strafbarkeit war das „Vollenden eines Schadens“. Es gab also keine Versuchsstrafbarkeit. Hinsichtlich der Rechtsfolgen wurde zwischen absichtlich und unabsichtlich herbeigeführten Taterfolgen unterschieden. Dabei wurde beispielsweise auch das Verhalten des Täters nach der Tat herangezogen.
Ebenso hatte der römische Jurist Ulpian festgestellt: Cogitationis poenam nemo patitur – Gedanken sind straffrei. Gedanken, Überzeugungen und Meinungen können für sich genommen also nicht strafrechtlich relevant sein. Ob dies allerdings bereits vor der Aufklärung in diesem Sinne verstanden wurde, mag man bezweifeln: Für die Juristen des Mittelalters zumindest, die Glossatoren, die sich mit der Ulpian-Stelle befasste, bestand keine Verbindung mit der Idee einer Gedankenfreiheit: Seine Bedeutung fand dieses Fragment innerhalb der Diskussion mit anderen Stellen des Corpus Juris civilis, von denen man einige durchaus auch anders verstehen konnte, bei der Herausbildung einer Versuchslehre. Das Ulpian-Fragment gab insbesondere Anlass, zwischen cogitare (Denken), agere (Handeln) und perficere (Vollenden) zu differenzieren.
Das geltende deutsche Strafrecht versteht sich als Tatstrafrecht und knüpft die Strafbarkeit stets an Handlungen, nicht allein an Meinungen, Überzeugungen oder die Täterpersönlichkeit. Erforderlich für eine Strafbarkeit ist vielmehr gemäß dem Grundsatz nullum crimen sine lege (keine Strafe ohne Gesetz, Art. 103 Abs. 2 GG sowie § 1 StGB), dass sämtliche Tatbestands- und Strafbarkeitsvoraussetzungen eines bestimmten Delikts in Bezug auf Handlung und Täter vorliegen. Dazu zählt neben dem Nachweis einer objektiv strafbaren Handlung bzw. dem Herbeiführen eines strafbaren Erfolgs auch das subjektive Wissen und Wollen des Täters, einen Straftatbestand zu verwirklichen (vorsätzliche Tatbegehung) oder ausnahmsweise fahrlässiges Handeln (§ 15 StGB). Der Versuch eines Verbrechens ist stets strafbar, der Versuch eines Vergehens nur dann, wenn das Gesetz es ausdrücklich bestimmt (§ 23 Abs. 1 StGB). Eine Straftat versucht, wer nach seiner Vorstellung von der Tat zur Verwirklichung des Tatbestandes unmittelbar ansetzt (§ 22 StGB). Straflos sind dagegen bloße Vorbereitungshandlungen. Im Grundgesetz hat außerdem das Schuldprinzip Verfassungsrang erhalten, nach dem die individuelle Schuld des Täters Maßstab der Strafe ist.
Vor allem in den 1960er und 1970er Jahren hat sich zudem die Aufgabe des Strafrechts weg von der Erziehungsfunktion und hin zum Rechtsgüterschutz entwickelt. Nur diejenige Tat erscheint damit strafwürdig und -bedürftig, die nicht das sittliche Empfinden, sondern bestimmte Rechtsgüter verletzt wie das Leben, die Gesundheit oder das Eigentum eines anderen Menschen. Die Gesinnung des Täters spielt aber eine Rolle bei den speziellen Schuldmerkmalen einzelner Tatbestände, die im Unterschied zu dem für das Unrecht maßgeblichen Handlungs- und Erfolgsunwert einen in der Tat zum Ausdruck kommenden Gesinnungsunwert kennzeichnen sollen, beispielsweise die böswillige Vernachlässigung in § 225 StGB. Auch bei der Strafzumessung nach § 46 Abs. 2 Satz 2 StGB können sich etwa die Gesinnung, die aus der Tat spricht und der bei der Tat aufgewendete Wille zu Lasten des Täters auswirken, aber nur dann, wenn ein Zusammenhang mit der Tat besteht. Andernfalls handelt es sich um eine unzulässige Strafzumessungserwägung und das Urteil ist mit der Revision angreifbar. Nach Art. 2 des Gesetzes zur Umsetzung von Empfehlungen des NSU-Untersuchungsausschusses des Deutschen Bundestages vom 12. Juni 2015 sind seit dem 1. August 2015 „besonders auch rassistische, fremdenfeindliche oder sonstige menschenverachtende“ Beweggründe und Ziele des Täters zu berücksichtigen.

## Nationalsozialistisches Strafrecht
In der Zeit des Nationalsozialismus haben Gesetzgebung und Rechtsprechung dagegen maßgeblich auf die missliebige Gesinnung des Täters abgestellt und daran unverhältnismäßig harte Strafen geknüpft. Menschen wurden wegen ihrer politischen Gesinnung (Kommunisten, Sozialdemokraten, Gewerkschafter, Künstler etc.) oder ihrer Religion bestraft. Nach 1945 wurden viele dieser Urteile oder die Höhe der Strafurteile als Gesinnungsstrafrecht bezeichnet, so dass der Begriff eine weitere Bedeutung bekam. Der Ausdruck Gesinnungsstrafrecht ist deshalb auch als ein abwertender Begriff zu verstehen, der von der herrschenden Lehre und der Rechtsprechung in Anspielung auf Nazi-Juristen gebraucht wird.

## Bereinigung des Strafrechts von Gesinnungsmerkmalen
Mit dem Kontrollratsgesetz Nr. 1 betreffend die Aufhebung von NS-Recht vom 20. September 1945 wurden diverse Gesetze politischer Natur sowie Ausnahmegesetze, auf welchen das Nazi-Regime beruhte, ausdrücklich aufgehoben.
Recht aus der Zeit vor dem Zusammentritt des Bundestages gilt jedoch fort, soweit es dem Grundgesetze nicht widerspricht (Art. 123 Abs. 1 GG). In einzelnen Tatbeständen des geltenden Strafrechts sind daher trotz der Rechtsbereinigung durch die Große Strafrechtsreform in den 1950er und 1960er Jahren noch Elemente eines Täterstrafrechts aus der NS-Zeit vorhanden. Beispielhaft ist die Diskussion um die Neustrukturierung der 1941 reformierten Tötungsdelikte, die auch eine Revision der aus dieser Zeit stammenden Tätertypologie des „Mörders“ bzw. „Totschlägers“ einschließt sowie einige Mordmerkmale des § 211 Abs. 2 StGB, wie die „niedrigen Beweggründe“, „Mordlust“, „Habgier“ oder „Heimtücke“. Darüber hinaus finden sich Gesinnungsmerkmale auch in anderen Straftatbeständen, so zum Beispiel in der Verwerflichkeitsklausel der Nötigung (§ 240 Abs. 2 StGB), im Straftatbestand der Misshandlung von Schutzbefohlenen (§ 225 StGB mit den Merkmalen „böswillig“ und „roh“) sowie bei der schweren Körperverletzung des § 224 Abs. 1 Nr. 3 StGB („hinterlistig“), deren Überarbeitung durch eine unabhängige Kommission rechtspolitisch gefordert wird.